# Кропив'янка Рюпеля
Кропи́в'янка Рюпеля (Curruca ruppeli) — вид горобцеподібних птахів родини кропив'янкових (Sylviidae). Мешкає в Східному Середземномор'ї. В Україні рідкісний залітний вид. Вид названий на честь німецького натураліста Едуарда Рюпеля (1794—1884).

## Опис

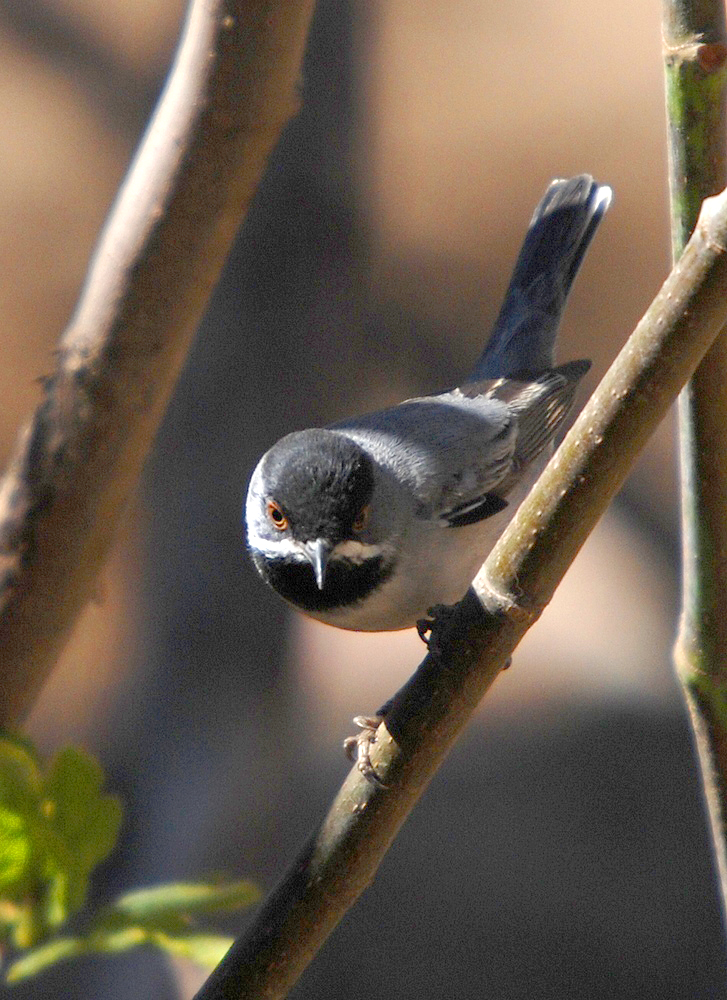
Самець кропив'янки Рюпеля

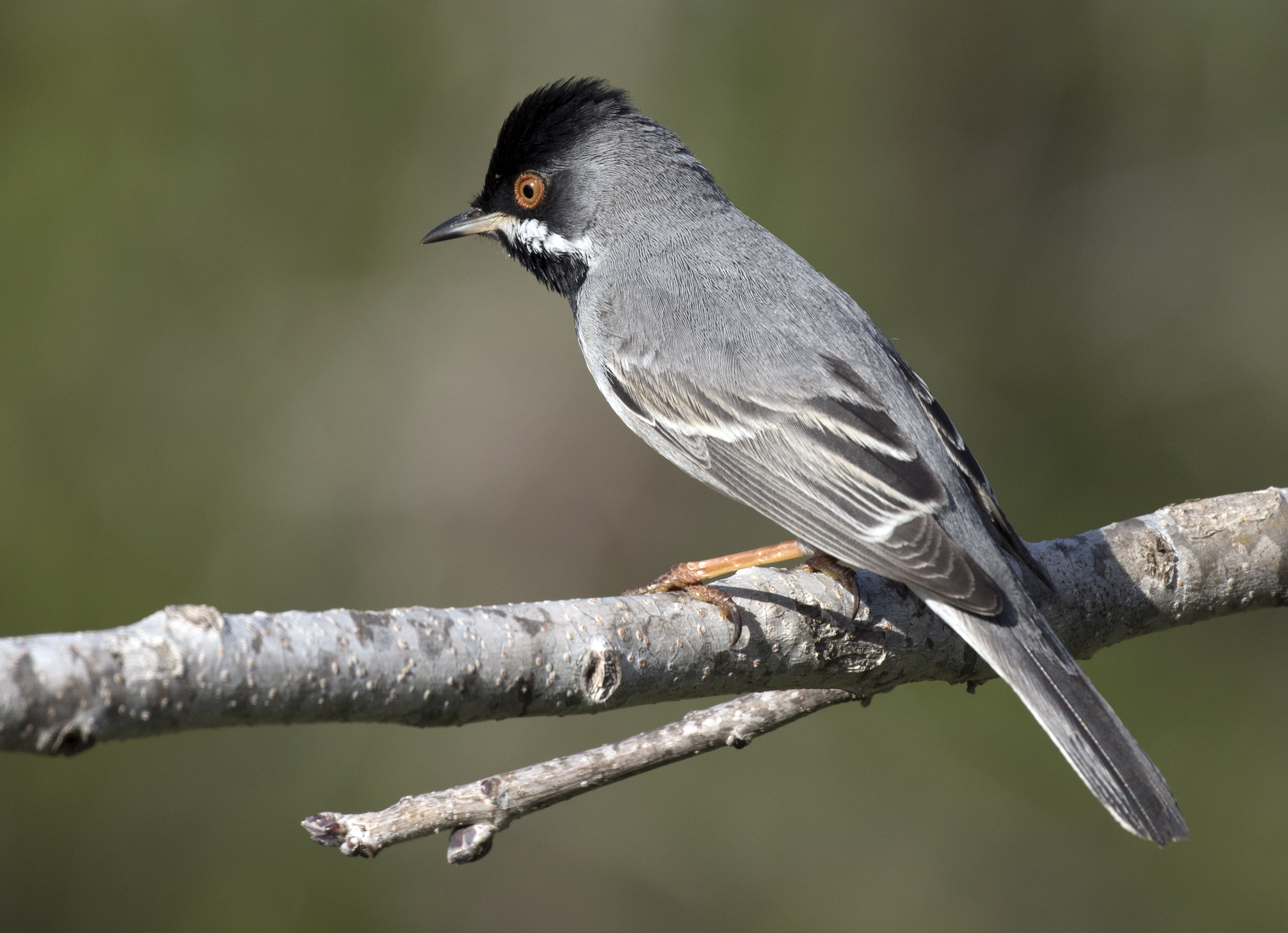
Самець кропив'янки Рюпеля

Довжина птаха становить 12,5-13,5 см, розмах крил 18-21 см, вага 9-15 г. У самців верхня частина голови, горло і груди чорні, решта голови чорнувата, на щоках помітні білі "вуса". Верхня частина тіла темно-сіра, крила чорні, махові і стернові пера мають широкі світлі краї, пера на крильцях мають дуже вузькі світлі краї, їх інтенсниве чорне забарвлення контрастно виділяється на фоні решти крила. Хвіст чорний, крийні стернові пера мають білі краї. Нижня частина тіла світло-сіра. Самиці мають переважно сіре забарвлення, крили у них більш темні, коричнюваті, нижня частина тіла світліша, горло білувате. Лоб і горло у них іноді поцятковані темними плямками. Райдужки карі, навколо очей вузькі червоні кільця. Дзьоб темний, знизу біля основи світліший, лапи тілесного кольору.

## Поширення і екологія
Кропив'янки Рюпеля гніздяться на півдні Греції, на Криті, на деяких островах Егейського моря, на заході і півдні Туреччини, іноді на північному заході Сирії. Взимку вони мігрують на північно-західне узбережжя Африки в Лівії і Єгипті, а також на схід Сахеля, переважно в Чад і Судан. Кропив'янки Рюпеля живуть на сухих кам'янистих гірських схилах, місцями порослих чагарниками і в дубову або кипарисову маквісі з густим підліском. 
Кропив'янки Рюпеля живляться комахами та іншими безхребетними, під час негніздового періоду також ягодами. В Греції гніздування триває з середини квітня до середини травня. Гніздо чашоподібне, робиться з листя і стебел трави і рослинного пуху, встелюється м'яким рослинним матеріалом, розмщується в густих, колючих чагарниках, на висоті 45-75 см над землею. В кладці 4-5 яєць.

## Збереження
МСОП класифікує цей вид як такий, що не потребує особливих заходів зі збереження. За оцінками дослідників, глобальна популяція кропив'янок Рюпеля становить від 315 до 1570 тисяч дорослих птахів.